# کیم جانگ-می
کیم جانگ-می (به کره‌ای: 김장미) زادهٔ ۲۵ سپتامبر ۱۹۹۲ در اینچئون یک تیرانداز اهل کره جنوبی است که در رشتهٔ تپانچه فعالیت می‌کند. کیم در المپیک تابستانی ۲۰۱۲ در دو رشتهٔ تپانچهٔ بادی ۱۰ متر و تپانچهٔ خفیف ۲۵ متر شرکت کرد و در رشتهٔ خفیف، مدال طلا را به دست آورد.